# V831 Геркулеса
V831 Геркулеса (лат. V831 Herculis), HD 165373 — двойная звезда в созвездии Геркулеса на расстоянии приблизительно 193 световых лет (около 59,3 парсек) от Солнца. Видимая звёздная величина звезды — от +6,34m до +6,28m. Возраст звезды определён как около 1,12 млрд лет.
Открыта Мишелем Брегером в 1969 году*.

## Характеристики
Первый компонент — жёлто-белая пульсирующая переменная звезда типа Дельты Щита (DSCTC:) спектрального класса F0IV-V*, или F0. Масса — около 1,6 солнечной, радиус — около 1,91 солнечного, светимость — около 8,8 солнечной. Эффективная температура — около 7138 K.
Второй компонент — красный карлик спектрального класса M. Масса — около 113,21 юпитерианской (0,1081 солнечной). Удалён в среднем на 1,777 а.е..